# Maroni (Zypern)
Maroni (griechisch Μαρώνι, türkisch Maroni) ist ein Ort im Bezirk Larnaka in Zypern. Bei der letzten amtlichen Volkszählung im Jahr 2021 hatte der Ort 740 Einwohner.

## Lage

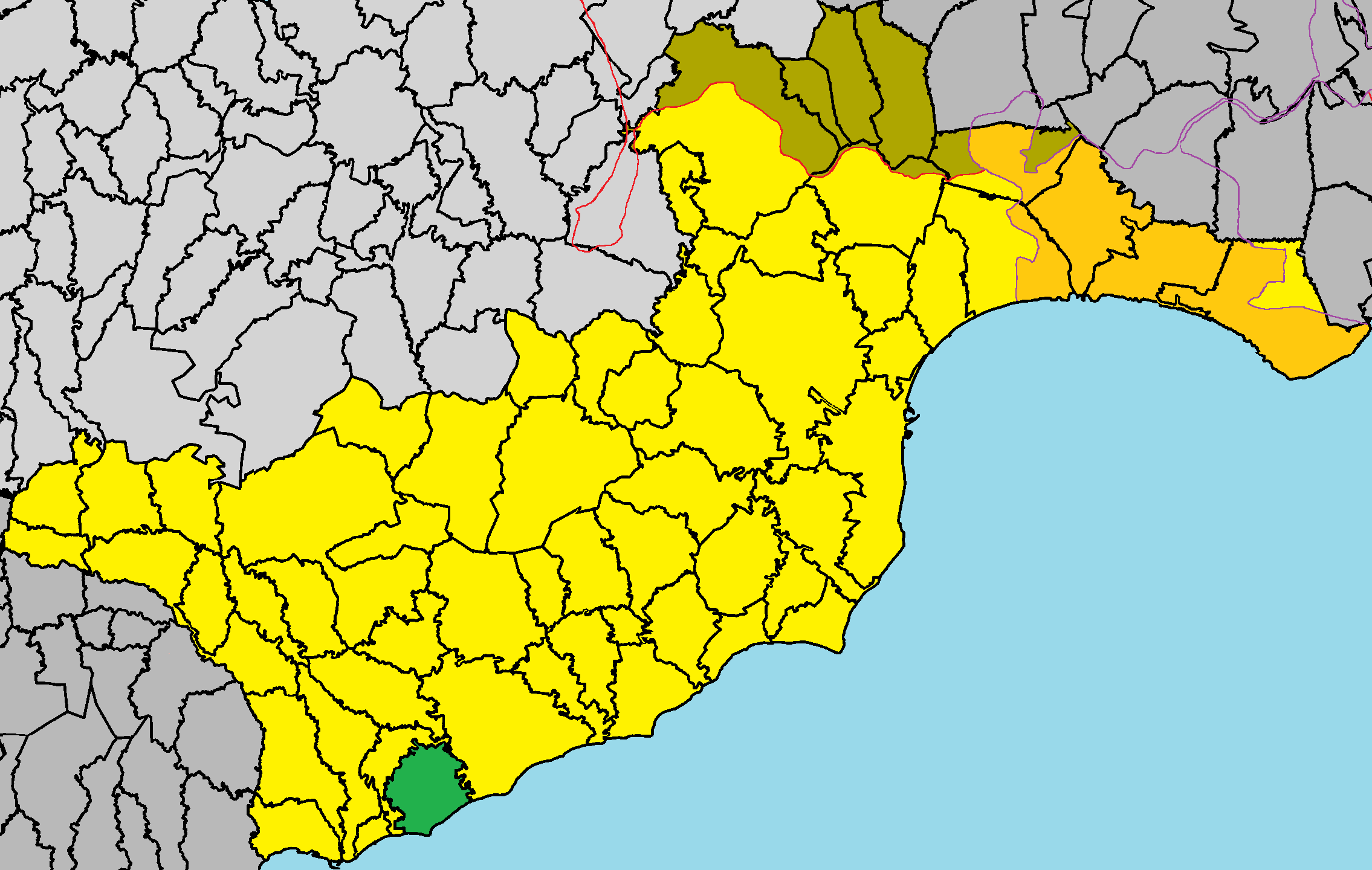
Lage der Gemeinde im Bezirk Larnaka

Maroni liegt in der südlichen Mitte der Insel Zypern auf 79 Metern Höhe, etwa 45 km südlich der Hauptstadt Nikosia, 29 km südwestlich von Larnaka und 28 km nordöstlich von Limassol.
Der Ort befindet sich etwa 3 km vom Mittelmeer entfernt im Küstenhinterland. 
Orte in der Umgebung sind Psematismenos und Tochni im Nordwesten, Chirokitia im Norden, Agios Theodoros im Nordosten sowie Zygi und Mari im Westen.